# Abyaneh
Abyaneh (en persan : ابيانه) est un village montagnard de la région de Natanz, proche de Kashan, province d'Ispahan, en Iran.
Abyaneh se caractérise par la couleur ocre de ses maisons, liée à la richesse du sol en oxyde ferreux. Les maisons sont en effet construites en briques de terre sechées, assemblées par un mortier d'eau, de paille, et de terre réalisant un pisé. Le village est également connu pour les couleurs vives et bariolées des costumes traditionnels portés par les femmes du village, dont les origines sont très anciennes. Une forteresse Sassanide surplombe le village.

## Économie
Les maigres revenus des habitants sont tirés essentiellement d'une agriculture montagnarde rendue difficile par la configuration des lieux, et de la vente aux touristes des produits et artisanats locaux. Véritable tracteur animal, peu coûteux, l'âne est utilisé pour toutes sortes de tâches sur les sentiers pentus impropres au passage de véhicules motorisés.

## Tourisme
Conscient de la valeur patrimoniale du village qui compte parmi les plus anciens du pays, l'Organisation de l'héritage culturel d'Iran a lancé depuis 1995 un programme de restauration des maisons dont certaines sont en piètre état, ainsi qu'un programme de fouilles archéologiques.

## Galerie

Vue panoramique de Abyaneh depuis le vieux château. Septembre 2016.

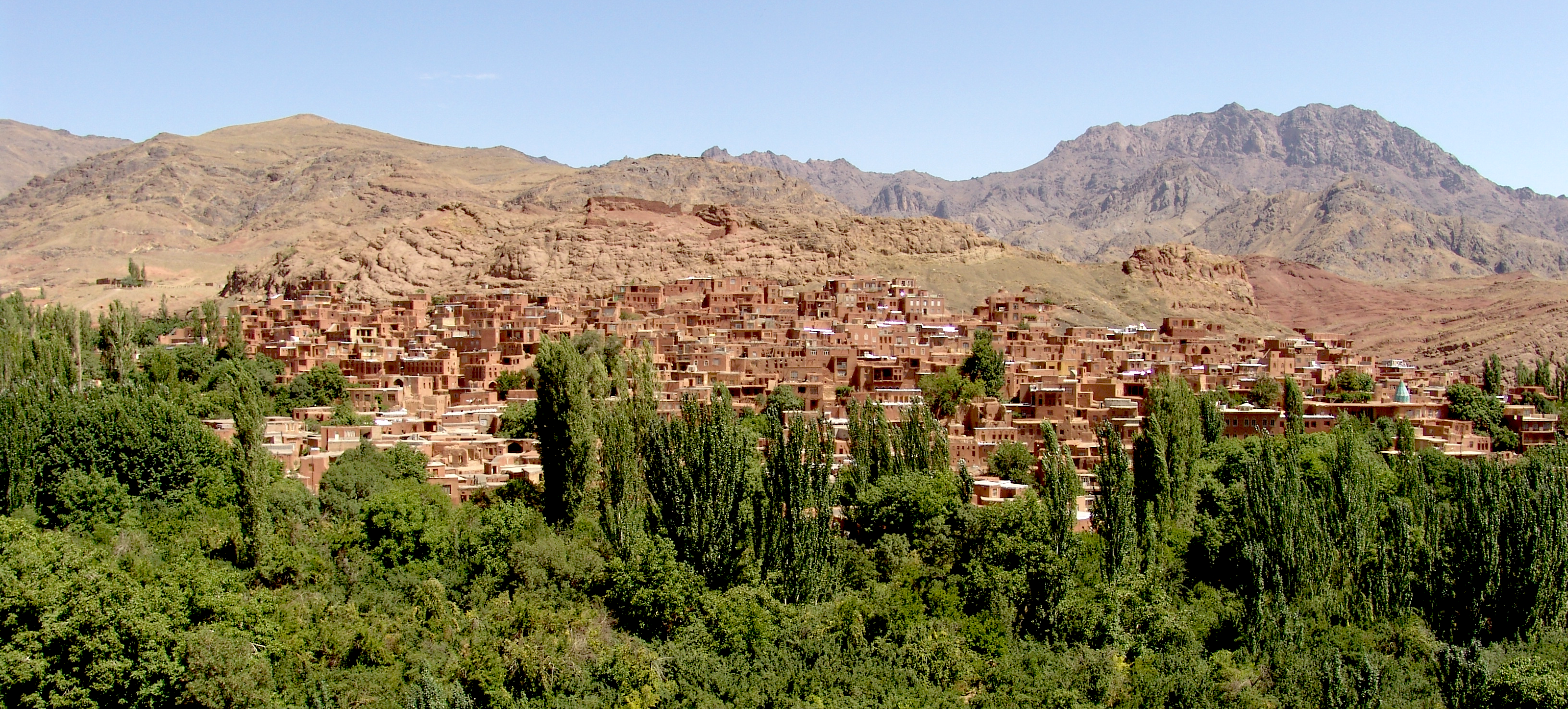
Le village d'Abyaneh
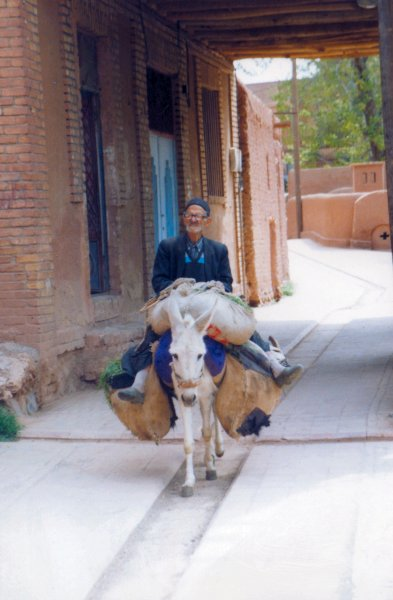
Scène de la vie d'Abyaneh
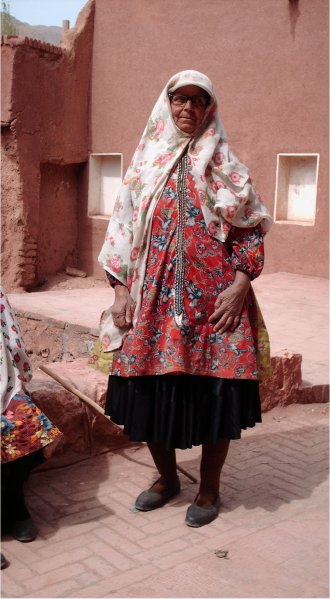
Costume traditionnel d'Abyaneh
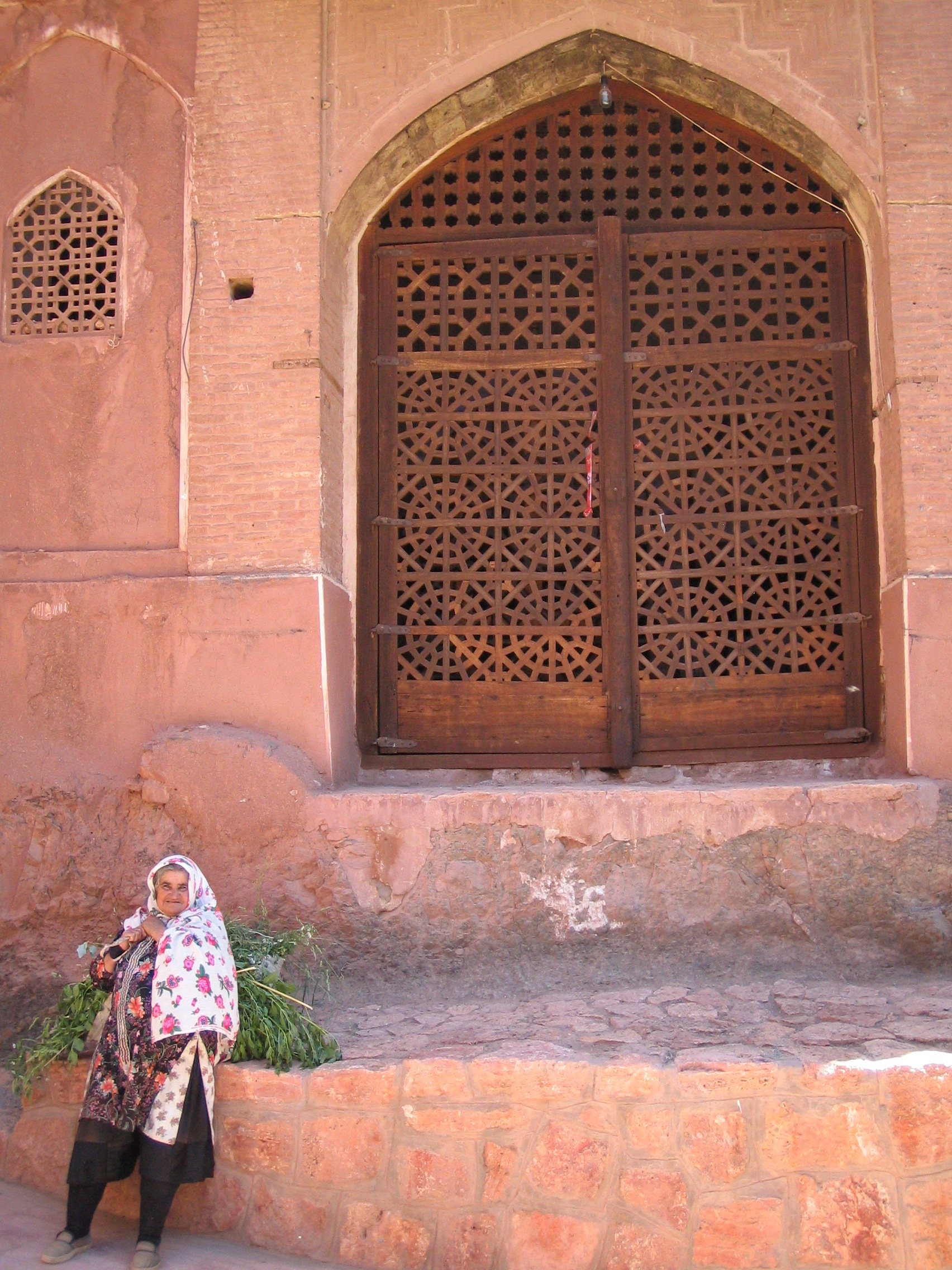
Femme en costume traditionnel revenant des champs
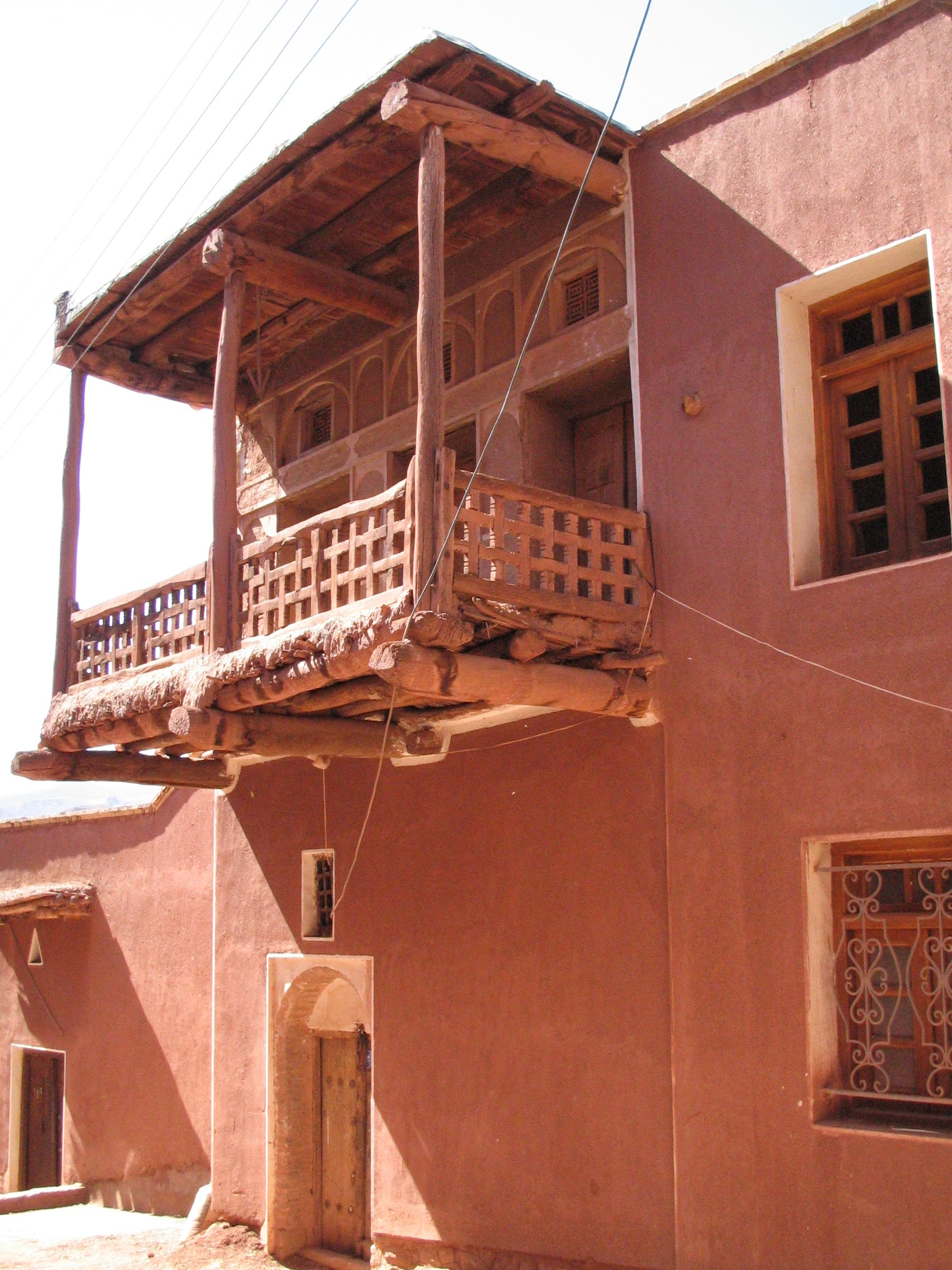
Maison d'Abyaneh